# Cocoireiher

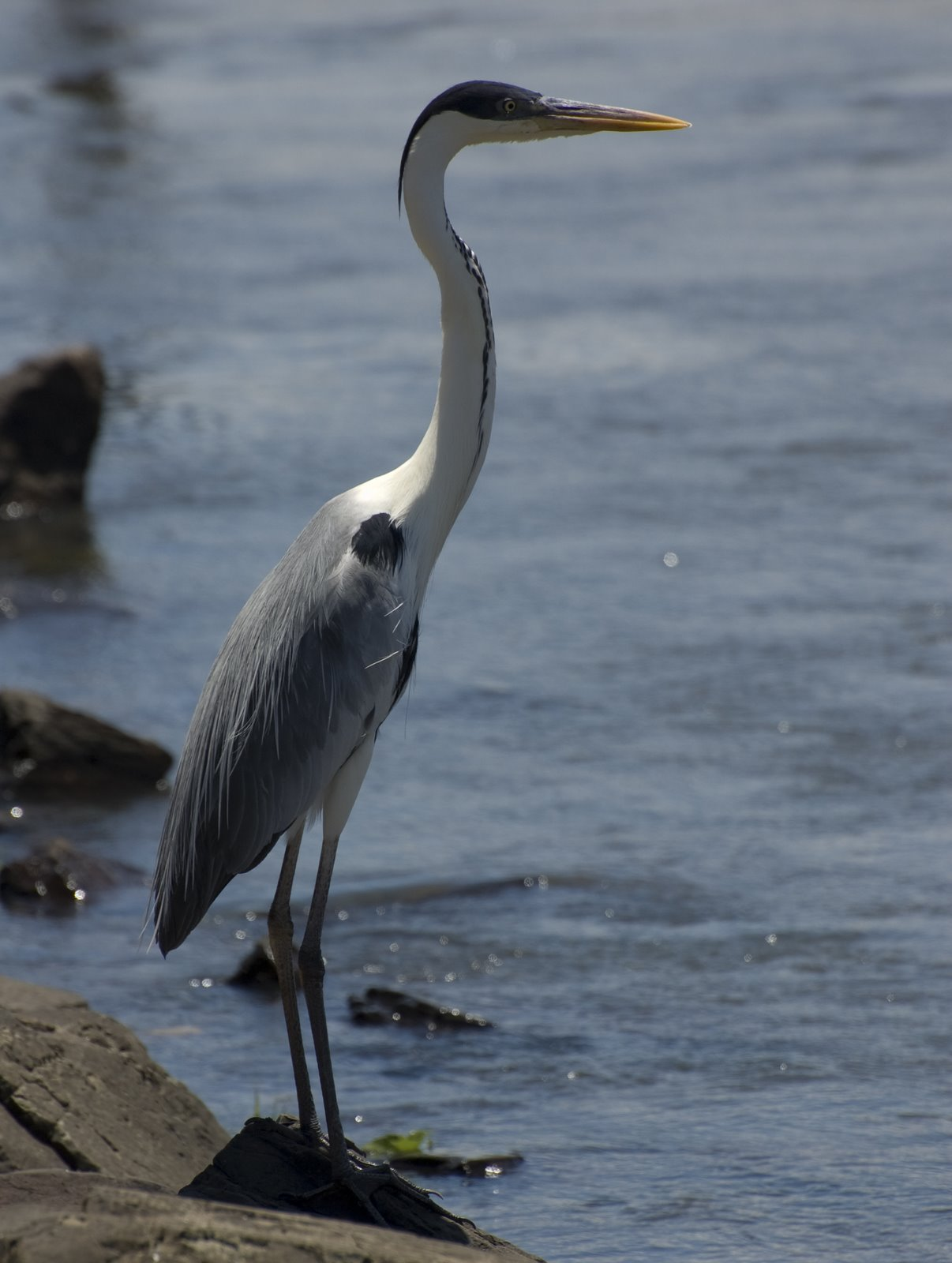
Cocoireiher

Der Cocoireiher (Ardea cocoi) ist eine südamerikanische Reiherart. Er ist der größte Reiher in seinem Verbreitungsgebiet. Unterarten werden für diese Reiherart nicht beschrieben. Es handelt sich um eine weitverbreitete und häufige Art. Trotzdem ist relativ wenig über seine Lebensweise bekannt.

## Erscheinungsbild
Cocoireiher erreichen eine Körpergröße von 97 bis 127 Zentimetern und wiegen durchschnittlich etwa 1900 Gramm. Das Gefieder ist überwiegend grau, weiß und schwarz. Ein Geschlechtsdimorphismus besteht nicht.
Die Kopfkappe ist schwarz und dehnt sich bis über die Augen auf. Bei einigen Individuen ist diese Kopfkappe im Stirnbereich etwas aufgehellt. Am Hinterkopf befinden sich verlängerte Federn. Der Schnabel ist dunkel gelb, die Schnabelbasis ist schwärzlich. Im Brutkleid färbt sich der Schnabel zu einem leuchtenden Gelb. Die Schnabelbasis ist dann leicht rötlich. Die Iris ist gelb. Der Hals ist weiß, der Rücken und die Flügel sind grau. Bei stark aufgerichteter Haltung wird außerdem ein schwarzer Schulterfleck sichtbar. Der Unterschwanz sowie die Flanken sind weiß. Der Bauch ist schwarz. Die Beine sind rosafarben.

## Verbreitungsgebiet und Lebensraum
Der Cocoireiher ist im gesamten Südamerika verbreitet. Er fehlt lediglich in den Anden sowie an der Südspitze des südamerikanischen Kontinents. An der Westküste von Chile bis Ecuador ist er selten. Er gilt überwiegend als Standvogel. Die südlichen Populationen wandern während des Winters auf der Südhalbkugel weiter nach Norden. Die genauen Zugbewegungen sind bislang jedoch nicht hinreichend untersucht.
Sein Lebensraum sind Feuchtgebiete. Er kommt sowohl in Salz- wie in Süßwassermarschen vor. Seine Nahrung sucht er im flachen bis tiefen Wasser entlang der Uferlinien von Seen, Flüssen, Flussmündungen, Grasmarschen und Sümpfen. Er kommt überwiegend im Flachland vor, wurde jedoch auch schon in Höhenlagen bis zu 2500 Meter über NN beobachtet.

## Nahrung und Nahrungssuche
Der Cocoireiher sucht seine Nahrung in einer Weise, die für viele der großen Reiherarten typisch ist, indem er langsam das Wasser absucht und stehend darauf wartet, dass Beute in seine Nähe gelangt. Auf Nahrungssuche geht er sowohl während des Tages als auch in der Nacht und grundsätzlich alleine. Gegenüber Artgenossen verteidigt er sein Nahrungsterritorium. Die Nahrung besteht überwiegend aus großen Fischen, er frisst aber auch Frösche sowie die Larven von Wasserinsekten und geht auch an Aas. Gelegentlich stiehlt er anderen Arten wie beispielsweise dem Waldstorch die Beute.

## Fortpflanzung
Der Beginn der Fortpflanzungszeit ist abhängig vom jeweiligen Verbreitungsgebiet. Die Fortpflanzungszeit beginnt in Surinam im Juli, in Uruguay dagegen im Oktober und in Buenos Aires im November. Er nistet in Sümpfen und anderen für Fressfeinde unzugänglichen Stellen. Als Nistort werden Bäume mit einer Höhe von 20 bis 25 Metern bevorzugt. Es sind aber auch Nester im Schilfgürtel sowie auf Kakteen belegt.
Er nistet häufig einzeln. Es sind aber auch große Brutkolonien bekannt, in denen er sowohl mit Artgenossen als auch anderen Arten gemeinsam brütet. In Surinam gibt es in der Küstenregion eine Brutkolonie mit 400 bis 800 Paaren von Cocoireihern. Das Nest wird aus Zweigen, trockenen Disteln und Schilf errichtet und mit Gras ausgepolstert. Nester haben einen Durchmesser von etwa 65 Zentimetern und eine tiefe Nestmulde. Die Gelegegröße beträgt in Argentinien im Durchschnitt 3 Eier. Die Eier sind himmelblau und weisen eine weißliche Fleckung auf. Die Brutdauer beträgt 20 bis 23 Tage.

## Etymologie und Forschungsgeschichte
Die Erstbeschreibung des Cocoireihers erfolgte 1766 durch Carl von Linné unter dem wissenschaftlichen Namen Ardea cocoi. Als Verbreitungsgebiet gab er Cayenne an. 1758 führte Linné bereits die für die Wissenschaft neue Gattung Ardea ein. Dieser Begriff leitet sich von lateinisch Ardea ‚Reiher‘ ab. In der römischen Mythologie wurde Ardea dem Erdboden gleichgemacht und aus der Asche erhob sich ein blasser, magerer Vogel, der die Asche von seinen Flügeln schüttelte und traurige Schreie ausstieß. Der Artname cocoi ist eine Onomatopoesie auf die Laute des Vogels. Alfred Laubmann hatte für sein Werk Die Vögel von Paraguay vier Bälge, gesammelt durch Eugen Josef Robert Schuhmacher (1906–1973), Michael Mathias Kiefer (1902–1980) und Hans Krieg (1888–1970) im Gran Chaco zur Verfügung. Ardea paranensis Bertoni, W, 1901 betrachtete er aufgrund von Analysen durch Enrique Lynch Arribálzaga als Jungvogel des Cocoireihers. Ebenso betrachtete er Ardea maguari Spix, 1825 als weiteres Synonym. Außerdem sah er Nachweise für die Art im Land am Río Pilcomayo, am Río Paraguay, am Río Bermejo und Río Paraná sowie in Waikthlatingmayalwa im Gran Chaco und in Concepción durch John Graham Kerr, in der Colonia von Pedro Risso durch Tommaso Salvadori, sowie von Corrientes bis Puerto Pinasco im Departamento Presidente Hayes durch Alexander Wetmore. Zusätzlich erwähnte Laubmann Garza de la apolmada von Félix de Azara.

## Belege

### Einzelbelege
1. ↑  Kushlan et al., S. 90
2. ↑  Kushlan et al., S. 91
3. ↑  Kushlan et al., S. 92
4. ↑  Kushlan et al., S. 92
5. ↑  Carl von Linné (1766), S. 237
6. ↑  Carl von Linné (1758), S. 57–58
7. ↑  Ardea The Key to Scientific Names Edited by James A. Jobling
8. ↑  cocoi The Key to Scientific Names Edited by James A. Jobling
9. ↑  Arnaldo de Winkelried Bertoni (1901), S. 13–15.
10. ↑  Enrique Lynch Arribálzaga (1902), S. 335.
11. ↑  Johann Baptist von Spix (1825), S. 71–72.
12. ↑  John Graham Kerr (1892), S. 144.
13. ↑  John Graham Kerr (1901), S. 231.
14. ↑  Tommaso Salvadori (1895), S. 21
15. ↑  Alexander Wetmore (1926), S. 58.
16. ↑  Félix de Azara (1805), S. 148–151.
17. ↑  Alfred Laubmann (1939), S. 91.